# Magdalena Morhart
Magdalena Morhart (* um 1505 als Magdalena Kirschmann; † 1574) war eine deutsche Buchdruckerin in Tübingen. Sie druckte beinahe 500 Titel, unter anderem für die Universität in Tübingen und die Württembergische Regierung.

## Leben
Magdalena Kirschmann wurde als Tochter von Anna Breuning und Oswald Kirschmann geboren.
In erster Ehe war sie mit Jakob Gruppenbach verheiratet, mit dem sie mindestens vier Söhne hatte, darunter Oswald, Jakob und Georg Gruppenbach. Nach Gruppenbachs Tod um 1540 heiratete sie Ulrich Morhart, der bereits 1523 eine Druckerei in Tübingen eröffnet hatte. Mit Ulrich Morhart hatte sie mindestens eine gemeinsame Tochter, Magdalena die Jüngere.
1554 starb Ulrich Morhart und Magdalena Morhart führte den Betrieb in der Offizin fort. Dabei gab es mehrere Herausforderungen, wie zum Beispiel den Streit mit ihrem Stiefsohn, Ulrich dem Jüngeren. Er erhob Anspruch auf die Offizin, doch konnte sich Magdalena Morhart durchsetzen, was zu einem Zerwürfnis zwischen den beiden führte. Zudem brach Ende 1554 die Pest in Tübingen aus, wodurch die Fertigstellung der Druckaufträge erheblich erschwert wurde.
Einige Monate nach dem Tod von Ulrich Morhart kam ein Drucker aus Ulm nach Tübingen und bat die Universität um ein Darlehen, damit er eine eigene Druckerpresse in Tübingen betreiben könnte. Er versicherte, den Erben von Ulrich Morhart nicht schaden zu wollen, doch der Universitätssenat, dem die Kontrolle des Buchgewerbes in Tübingen oblag, lehnte sein Gesuch dennoch ab.
Magdalena Mohrhart beschäftigte wahrscheinlich mehrere Gesellen. Ob sie Lehrlinge beschäftigen durfte, ist unklar. Sehr wahrscheinlich halfen ihre vier Söhne sowie ihre Tochter Magdalena die Jüngere in der Druckerei. Georg Gruppenbach stellte die Bücher dem Stuttgarter Hof zu und nahm die Zahlungen dafür entgegen. Oswald und Georg Gruppenbach druckten selbst und waren teilweise an Drucken von Magdalena Morhart beteiligt, jedoch firmierte die Witwe bis 1572 meist unabhängig von ihren Söhnen. 1554 wurden zwei Titel ihrer Druckerei wegen Verstoß gegen Zensurbestimmungen konfisziert. 1563 versäumte Sebastian Mayr, dessen Abhandlung Morhart druckte, die Genehmigung bei den Zensoren einzuholen. Der Herzog von Württemberg erklärte, dass Morhart als Druckerin eine Strafe auferlegt werden solle. Welche Strafe dies war, ist unbekannt.
Trotz dieser Hindernisse lief die Druckerei unter Magdalena Mohrhart finanziell erfolgreich. In der Morhard’schen Offizin wurden wichtige Gesetzeswerke gedruckt, wie zum Beispiel das Württembergische Landrecht (VD16 W4513), das zu einem Vorbild für andere Territorien wurde. Zudem ergänzte sie das Geschäft um eine Buchbinderei, die sich auch nach der Übernahme durch Georg Gruppenbach gegen die Konkurrenz in Tübingen behaupten konnte.

## Trivia
Magdalena Morhart ist die Protagonistin der historischen Romane Die Herrin der Lettern und Das Haus der Buchstaben.